# Яковлєв Павло Микитович
Павло Микитович Яковлєв (1905, село Клішенка Сичовського повіту Смоленської губернії, тепер Смоленської області, Російська Федерація — 1973, місто Москва, Російська Федерація) — радянський партійний діяч, 2-й секретар ЦК КП(б) Узбекистану. Депутат Верховної Ради СРСР 1-го скликання.

## Біографія
Народився у листопаді 1905 року в родині селянина-бідняка. У 1917 році закінчив початкове міське училище у місті Смоленську.
У лютому 1917 — лютому 1920 року — розсильний, фальсувальник Смоленської губернської типографії № 2. У 1919 році вступив до комсомолу.
У лютому 1920 — серпні 1921 року — телефоніст, зв'язківець Смоленського губернського військкомату.
У серпні 1921 — березні 1923 року — кулеметник, збройний каптенармус полку, секретар осередку комсомолу (РКСМ) окремого полку особливого призначення у місті Смоленську.
У березні 1923 — травні 1924 року — завідувач політпросвіту, заступник секретаря Смоленського міськрайонного комітету комсомолу (РКСМ).
Член РКП(б) з жовтня 1923 року.
У травні 1924 — травні 1926 року — секретар фабричної організації РКСМ, організатор піонерів Ярцевського районного комітету комсомолу (РКСМ) Смоленської губернії.
У травні 1926 — травні 1927 року — секретар Орського повітового комітету комсомолу (ВЛКСМ) Оренбурзької губернії.
У травні 1927 — жовтні 1928 року — секретар Оренбурзького губернського комітету ВЛКСМ.
У жовтні 1928 — листопаді 1929 року — завідувач організаційного відділу, секретар Самарського міського комітету ВЛКСМ, секретар Середньоволзького обласного комітету ВЛКСМ.
У листопаді 1929 — листопаді 1930 року — завідувач організаційного відділу партійного комітету Сталінградського тракторного заводу імені Дзержинського.
У листопаді 1930 — червні 1932 року — слухач, секретар партійного комітету ВКП(б) відділення інституту підготовки кадрів Інституту червоної професури у Саратові. У червні 1932 — березні 1933 року — слухач Інституту червоної професури світового господарства і світової політики у Москві.
У березні 1933 — листопаді 1934 року — секретар партійного комітету ВКП(б) Московського верстатобудівного заводу імені Серго Орджонікідзе. У листопаді 1934 — березні 1935 року — секретар партійного комітету ВКП(б) Московського електромеханічного заводу № 70 імені Володимира Ілліча.
У березні 1935 — квітні 1936 року — секретар Кіровського районного комітету ВКП(б) міста Москви.
У квітні 1936 — вересні 1937 року — секретар Пролетарського районного комітету ВКП(б) міста Москви.
У вересні 1937 — вересні 1938 року — 2-й секретар ЦК КП(б) Узбекистану.
У вересні 1938 — квітні 1939 року — відповідальний організатор відділу керівних партійних органів ЦК ВКП(б) у Москві.
У квітні 1939 — березні 1942 року — керівник групи контролю Народного комісаріату легкої промисловості СРСР.
З березня 1942 року — в Червоній армії, учасник німецько-радянської війни. У березні 1942 — липні 1943 року — начальник організаційно-інструкторського відділу Політуправління Брянського фронту. У липні 1943 — лютого 1946 року — заступник командира дивізії і начальник політичного відділу 362-ї Омської стрілецької дивізії 62-го стрілецького корпусу 33-ї армії 2-го, 3-го і 1-го Білоруських фронтів.
У лютому 1946 — серпні 1948 року — 2-й секретар Молотовського районного комітету ВКП(б) міста Москви. У серпні — вересні 1948 року — у резерві Московського міського комітету ВКП(б).
У вересні 1948 — червні 1950 року — директор Московського заводу духових музичних інструментів.
У червні 1950 — листопаді 1952 року — заступник директора Московського експериментального механічного заводу.
У листопаді 1952 — березні 1954 року — заступник керуючого будівельного тресту № 5 Московського міськвиконкому.
З березня 1954 року — заступник керуючого Московської контори Головного управління постачання і збуту Міністерства автомобільного транспорту і шосейних доріг Російської РФСР.
Потім — на пенсії у місті Москві.

## Звання
- підполковник

## Нагороди
- три ордени Червоного Прапора (19.12.1944, 12.03.1945, 30.06.1945)
- орден Вітчизняної війни І ст. (14.02.1944)
- орден Червоної Зірки (12.03.1943)
- ордени
- медалі